# Bisser Schinew
Bisser Schinew (* 22. August 1947 in Sofia; † 24. März 2009 in Radebeul) war ein bulgarischer Theaterregisseur.

## Leben
Sein erstes Studium von 1966 bis 1970 im Hauptfach Viola hat er als Diplom-Musikpädagoge am bulgarischen staatlichen Konservatorium in Sofia abgeschlossen. Musiktheater-Regie hat er als zweites Studium von 1972 bis 1977 am Nikolai-Andrejewitsch-Rimski-Korsakow Konservatorium St. Petersburg absolviert. Der Studienabschluss erfolgte mit der Diplominszenierung „Così fan tutte“ an der Staatsoper Plovdiv. Von 1977 bis 2000 war er an allen Staatsopern Bulgariens tätig. Zwischendurch gastierte er vielfach. Dies führte ihn 1984 an die Semperoper Dresden, 1988 an das Theater Stralsund, 1990 an das Thüringer Landestheater Rudolstadt. In Rudolstadt wurde er dann für fünf Jahre Oberspielleiter des Musiktheaters, das anschließend jedoch aufgelöst wurde. In den Jahren bis 2009 war er an verschiedenen Häusern, Landestheater Detmold, Theater Trier, und an dem Amphitheater in Plovdiv tätig.
Er erkrankte im Jahr 2008 an Lungenkrebs und starb ein Jahr darauf bei seiner Familie.

## Inszenierungen
Inszenierungen  1977–2000 an allen Staatsopern Bulgariens (Auswahl):
Simon Boccanegra, Rita, Der Liebestrank, Madama Butterfly, Der Bajazzo, Gianni Schicchi, Der Barbier von Sevilla, Jolantha, Gri-Gri, Cavalleria rusticana, Lucia di Lammermoor, Orpheus in der Unterwelt, Die Regimentstochter, Der Apotheker, Die Perlenfischer, Der Heiratswechsel, Charleys Tante, Carmen, Die Entführung aus dem Serail, My Fair Lady, Der Raub der Lucretia, Ein Ehemann von der Tür, Tosca, Eugen Onegin, Zar Peter, Manon, Boris Godunow, Sadko etc.
Inszenierungen in Deutschland und Ausland
- 1984–1985 Regiemitarbeit unter Joachim Herz bei Der Freischütz zur festlichen Wiedereröffnung der Semperoper Dresden, Der Rosenkavalier
- 1988 Die Erbschleicher, Theater der Hansestadt Stralsund
- 1990 La Bohème, Thüringer Landestheater Rudolstadt Engagement
- 1991–1995 Oberspielleiter des Musiktheaters am Thüringer Landestheater Rudolstadt
- 1991–2007 Die Hochzeit des Figaro, Das Telefon, Die menschliche Stimme, Ein Walzertraum, Don Giovanni, Ein Ehemann vor der Tür, Aida, Der Freischütz, Scherz, List und Rache (Dirigent: H. Dechant), Rigoletto, Eine Nacht in Venedig Landestheater Detmold
- Andrea Chénier – Theater Trier
- Der Zigeunerbaron – Amphitheater Plovdiv
- Madama Butterfly – Theater Trier

## Engagements
- Theater der Hansestadt Stralsund
- Thüringer Landestheater Rudolstadt
- Staatstheater Sofia
- Alle Staatstheater in Bulgarien
- Landestheater Detmold
- Theater Trier
- Amphitheater Plovdiv